# Chaetodipus intermedius
Chaetodipus intermedius är en däggdjursart som först beskrevs av Clinton Hart Merriam 1889.  Chaetodipus intermedius ingår i släktet Chaetodipus och familjen påsmöss. IUCN kategoriserar arten globalt som livskraftig.
Inga underarter finns listade i Catalogue of Life. Wilson & Reeder (2005) skiljer mellan 8 underarter.
Arten är med en kroppslängd (med svans) av 152 till 188 mm, en svanslängd av 83 till 112 mm och en vikt av 10 till 19 g en mellanstor medlem inom släktet Chaetodipus. Den har 19 till 24 mm långa bakfötter och 7 till 12 mm stora öron. Pälsen på ovansidan är styv och på stjärten är några hår utformade som taggar. Ovansidans färg kan variera mellan ljusgrå, brunaktig och svartbrun, ibland med en orange skugga på bålens sidor. Undersidan är täckt av vitaktig päls. Svansens ovansida är mörkare än undersidan. I varje käkhalva förekommer 1 framtand, ingen hörntand, 1 premolar och tre molarer. Populationer som lever på stelnad lava är allmänt mörkare.
Denna gnagare förekommer i sydvästra Nordamerika. Utbredningsområdet sträcker sig från Utah i norr och sydöstra Kalifornien i väst till västra Texas och norra Mexiko. Habitatet utgörs av gräsmarker och halvöknar med några glest fördelade buskar. Arten föredrar klippiga områden.
Individerna är aktiva på natten. De håller ingen vinterdvala men de kan inta ett stelt tillstånd (torpor) vid kalla temperaturer. Chaetodipus intermedius äter huvudsakligen frön och ibland insekter. Den transporterar födan i sina kindpåsar till boet. Fortplantningen sker under våren och tidiga sommaren. Honor har upp till sju ungar per kull.